# Plan International

Programm- und Geberländer von Plan International (Stand 2006)

Plan International ist eine religiös und weltanschaulich unabhängige Organisation der Entwicklungszusammenarbeit und humanitären Hilfe, die sich weltweit für die Chancen und Rechte der Kinder und insbesondere für gleiche Möglichkeiten für Jungen und Mädchen engagiert. Um das zu erreichen, setzt Plan International in seinen mehr als 50 Partnerländern Projekte zur nachhaltigen Gemeindeentwicklung um und reagiert auf Notlagen und Katastrophen, die das Leben von Kindern bedrohen. Dabei arbeitet Plan International Hand in Hand mit Kindern, Jugendlichen, Unterstützenden und Partnern jeden Geschlechts. Die nachhaltigen Entwicklungsziele der Vereinten Nationen sind die Grundlage des Engagements.
Seit mehr als 80 Jahren arbeitet das internationale Kinderhilfswerk daran, dass Mädchen und Jungen ein Leben frei von Armut, Gewalt und Unrecht führen können. Die Organisation ist aktuell in über 50 Ländern tätig (Stand August 2023). Im Rahmen der Entwicklungszusammenarbeit finanziert Plan International nachhaltige und kinderorientierte Selbsthilfeprojekte über Patenschaften, Einzelspenden und Dauerspenden. An der Planung und Realisierung der Projekte sind die Menschen in den Gemeinden unmittelbar beteiligt. Die Organisation ist vom Wirtschafts- und Sozialrat der Vereinten Nationen als private und unabhängige Organisation anerkannt und seit 1987 Mitglied im Beratungsausschuss der Nichtregierungsorganisationen für UNICEF.

## Geschichte
Die Wurzeln der Organisation liegen im spanischen Bürgerkrieg. Als Korrespondent berichtet der britische Journalist John Langdon-Davies vor Ort für den Londoner „New Chronicle“ – vom Krieg und von der Not der Kinder. Dort traf er auch einen Fünfjährigen, der einen Zettel trug, auf dem stand: „Dies ist José. Ich bin sein Vater. Wenn Santander fällt, wird man mich erschießen. Wer immer meinen Sohn findet, den bitte ich, um meinetwillen für ihn zu sorgen.“ Langdon-Davies kümmerte sich um den Jungen – und rief seine Landsleute auf, Patenschaften für Kinder zu übernehmen. Im April 1937 gründete er in London „Foster Parent’s Scheme for Children in Spain“, um diesen Kindern nach dem Patenschaftsprinzip zu helfen. Daraus entwickelte sich später die internationale Kinderhilfsorganisation Plan International.
Während des Zweiten Weltkrieges weitete Plan International seine Hilfe aus, nahm sich jüdischer Kinder an, die auf der Flucht vor dem NS-Regime ihre Eltern verloren hatten. In der Nachkriegszeit engagierte sich Plan in vielen europäischen Ländern – darunter Frankreich, Belgien, die Niederlande, die Schweiz, Österreich, die Tschechoslowakei, Polen, Griechenland und auch Deutschland.
Als die größte Not im kriegszerstörten Europa beseitigt war, beschloss das Kinderhilfswerk 1956 als Foster Parents Plan seine Arbeit für bedürftige Mädchen und Jungen auszubauen und weltweit Unterstützung und Hilfe für Kinder in Not anzubieten. 1957 startete Plan International seine Arbeit in Asien, in den 1960er und 1970er Jahren kamen Projekte in Lateinamerika und Afrika dazu.
Bis 1973 wurden alle Aktivitäten über ein Büro mit Sitz in New York gesteuert. Die zahlreichen Hilfsprogramme und die wachsende Anzahl von Paten machten jedoch die Gründung von nationalen Büros notwendig. Die globale Koordinierungsstelle (Global Hub) von Plan International befindet sich aktuell in Woking bei London.

## Programmländer
Plan unterstützt mit Patenschaftsbeiträgen und mit Einzelspenden Kinder, ihre Familien und Gemeinden in folgenden Programmländern:

### Lateinamerika
- Bolivien
- Brasilien
- Dominikanische Republik
- Ecuador
- El Salvador
- Guatemala
- Haiti
- Honduras
- Kolumbien
- Nicaragua
- Paraguay
- Peru

### Asien
- Bangladesch
- China
- Indien
- Indonesien
- Kambodscha
- Laos
- Myanmar
- Nepal
- Philippinen
- Thailand
- Timor-Leste
- Vietnam

### Westafrika
- Benin
- Burkina Faso
- Ghana
- Guinea
- Guinea-Bissau
- Kamerun
- Liberia
- Mali
- Niger
- Nigeria
- Senegal
- Sierra Leone
- Togo
- Zentralafrikanische Republik

### Ostafrika
- Ägypten
- Äthiopien
- Kenia
- Malawi
- Mosambik
- Ruanda
- Sambia
- Simbabwe
- Sudan
- Südsudan
- Tansania
- Uganda

## Nationale Organisationen
Die 20 nationalen Organisationen werben Gelder für die Programme und Projekte ein, um diese zu finanzieren. Angesprochen werden Privatpersonen, Unternehmen und staatliche Institutionen. Die nationalen Organisationen haben darüber hinaus das Ziel, entwicklungspolitische Bildungsarbeit zu leisten, um auf internationale Zusammenhänge, beispielsweise von Klimakatastrophen auf die Frühverheiratung von Mädchen, hinzuweisen und auf die Arbeit von Plan International aufmerksam zu machen.

### Plan International Deutschland

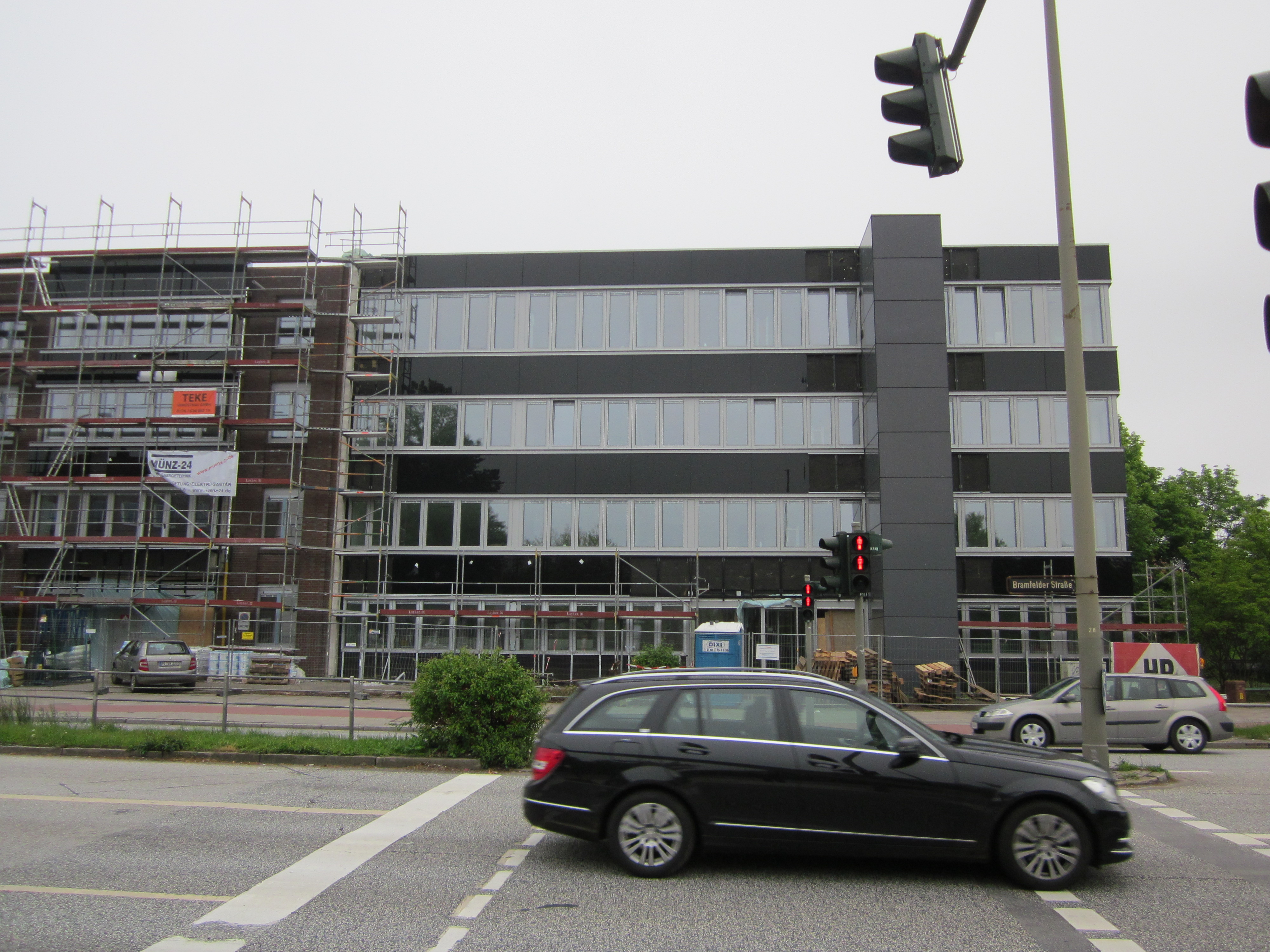
Geschäftsstelle von Plan Deutschland in Hamburg-Barmbek-Nord

Plan International Deutschland mit Sitz in Hamburg wurde 1989 gegründet – im gleichen Jahr verabschiedeten die Vereinten Nationen in New York die Konvention über die Rechte des Kindes, an deren Ausarbeitung Plan International beteiligt war. Die Organisation hat heute über 300 Mitarbeitende und unterstützt Projekte in mehr als 50 Ländern weltweit. Plan International Deutschland ist mehrfach als transparente Spendenorganisation ausgezeichnet worden. Das Kinderhilfswerk erreichte in diesem Bereich zweimal den ersten Platz – beim Transparenzpreis der Wirtschaftsprüfungsgesellschaft PricewaterhouseCoopers (PwC) und in einer Analyse des Wirtschaftsmagazins „Capital“. Das Bundesministerium für wirtschaftliche Zusammenarbeit und Entwicklung verlieh Plan International Deutschland 2011 den Walter-Scheel-Preis für besonderes Engagement in der Entwicklungszusammenarbeit. Der Verein ist Unterzeichner der Initiative Transparente Zivilgesellschaft. Das Deutsche Zentralinstitut für soziale Fragen hat Plan International Deutschland das DZI Spenden-Siegel zuerkannt. Das Siegel gilt als das wichtigste Vertrauenszeichen im Spendenbereich. Es ist bei seriösen Spendenorganisationen zu finden und dient Spendern als Orientierungshilfe. Es belegt einen sorgfältigen und verantwortungsvollen Umgang der Organisation mit den eingenommenen Geldern und Spenden. Plan International Deutschland ist zudem Mitglied im Bündnis Entwicklung Hilft.
Weltweit werden mehr als 1,2 Millionen Kinderpatenschaften betreut, mehr als 375.000 davon durch Plan International Deutschland. Die Einnahmen von Plan International Deutschland betrugen zum 30. Juni 2021 252,9 Millionen Euro.
Die laufenden Geschäfte führt der geschäftsführenden (hauptamtliche) Vorstand. Dieser besteht derzeit aus Petra Berner (Vorstandsvorsitzende) und Frank Thomsen (Vorstand Produkte). Flankiert wird der geschäftsführende Vorstand vom erweiterten (ehrenamtlichen) Vorstand, der zu einzelnen Fachthemen berät. Plan International Deutschland hat neben dem Vorstand weitere Gremien wie das Kuratorium und einen Präsidialausschuss, der für die Überwachung des Vorstandes einschließlich einer Prüfung und Kontrolle der Verwendung der Vereinsmittel sorgt.

#### Vorstand
Mitglieder des Vorstandes sind:
- Petra Berner (Vorstandsvorsitzende)
- Frank Thomsen (Vorstand Produkte)
- Mustafa Özen (Vorstand Finanzen)
- Axel Berger
- Helga Gennen
- Claudia Halberkamp
- Enrique Kassner
- Rudi Klausnitzer
- Maria Kramer
- Celina Kühl
- Philipp Reimnitz (Schatzmeister)
- Jürgen Strehlau
- Werner Bauch (Ehrenvorsitzender des Vorstands)

#### Kuratorium
Mitglieder des Kuratoriums sind:
- Hanns-Eberhard Schleyer (Kuratoriumsvorsitzender)
- Antje Arold-Hahn
- Christian Graf von Bassewitz
- Susanne Bixner
- Barbara Daliri Freyduni
- Katja Dörner
- Gabriele Eick
- Thomas Ellerbeck
- Rainer Funke
- Tita von Hardenberg
- Marc Oliver Heß
- Friedrich Jergitsch
- Marion Kracht
- Franz-Josef Kretz
- Julia Klöckner
- Marie-Luise Marjan
- Philip Nölling
- Claudia Raffelhüschen
- Hans Schönwälder
- Manuela Schwesig
- Armgard Seegers-Karasek
- Linda Stahl
- Christa Stewens
- Alexander Stilcken
- Ulrich Wickert

#### Prominente Unterstützer
Prominente Persönlichkeiten aus Unterhaltung, Politik und Sport engagieren sich für Plan International Deutschland:
- Senta Berger
- Toni Garrn
- Sonja Gerhardt
- Dana Golombek
- Robin Gosens
- Mario Götze
- Wolke Hegenbarth
- Ingrid Klimke
- Marion Kracht
- Udo Lindenberg
- Felix Loch
- Gina Lückenkemper
- Philipp Pflieger
- Tatjana Pinto
- Pheline Roggan
- Emilia Schüle
- Matthias Steiner
- David Storl
- Dominik Klein

### Plan International Österreich und Schweiz
Im Jahr 2006 wurde das Schweizer Plan International Büro in Zürich gegründet. Es finanziert sich über Spenden sowie Projekt- und Kinderpatenschaften. Das Wiener Büro von Plan International in Österreich besteht seit 2009.

## Strategie und Zielsetzung
Plan International setzt sich für eine Welt ein, in der sich alle Kinder frei entfalten und entwickeln können und in der alle Beteiligten die Kinderrechte schützen.

### Kindorientierte Gemeindeentwicklung
Seit 2002 arbeitet Plan International mit dem Kinderrechtsansatz. Für seine Umsetzung wurde eine eigene Arbeitsweise entwickelt: die kindorientierte Gemeindeentwicklung. Gemeinsam mit den Partnern schafft Plan International kinderfreundliche Strukturen, in denen Mädchen und Jungen sicher aufwachsen und in einer Umgebung leben können, in der sie sich bestmöglich entwickeln. Dieser Ansatz soll Kinder, ihre Sichtweisen, ihre Bedürfnisse und Rechte ins Zentrum aller Maßnahmen stellen. Sie erhalten hierbei ein Mitspracherecht und sind neben den Erwachsenen in Planung und Realisierung der Projekte einbezogen.

### Nachhaltige Entwicklung
Die Gemeinden sollen sich in lokale, nationale und internationale Strukturen einbinden, um Einfluss auf die Gestaltung ihres Lebensumfeldes zu nehmen und so dauerhaft der Armut zu entkommen. Plan unterstützt diesen Prozess mit entwicklungsbezogener Bildung und Lobbyarbeit in den Ländern des Nordens und in den Partnerländern.

### Patenschaftsprinzip
Die Arbeit der Organisation basiert auf der Unterstützung und Entwicklung ganzer Gemeinden, die dann vielen Kindern zugutekommen soll. Geldbeträge werden weder an einzelne Patenkinder noch an deren Familien ausgezahlt. Die kindorientierte Gemeindeentwicklung soll durch das Konzept der Patenschaften unterstützt und gestärkt werden, da dadurch der interkulturelle Austausch mit einzelnen Kindern und Familien gefördert werden soll. Die Patenschaftsbeiträge stellen die langfristig angelegten Projekte finanziell sicher.
Darüber hinaus unterstützen zusätzliche Mittel aus einmaligen Spenden, Erbschaften und Nachlässen sowie öffentliche Mittel die Umsetzung weiterer Projekte.

### Schwerpunkt Kinderrechte
Plan Deutschland setzt die internationalen strategischen Leitlinien hauptsächlich in den Bereichen der entwicklungspolitischen Bildung und des Eintretens für die Kinderrechte um.
Die Kinder- und Menschenrechte sind das Fundament der kindorientierten Gemeindeentwicklung.
Um Aufmerksamkeit für die Situation der Mädchen weltweit zu wecken beziehungsweise sie zu erhöhen, rief Plan Deutschland über ein Bündnis mit Chefredakteurinnen von Frauenzeitschriften eine Mädchen-Kampagne ins Leben. Mit der Kampagne Because I am a Girl macht sich Plan in Deutschland seit 2003 für die Rechte von Mädchen weltweit stark. Die Kampagne steht unter der Schirmherrschaft von Senta Berger und wird von prominenten Plan-Patinnen unterstützt. Sie erreichte im internationalen Verbund bei der UNO die Anerkennung der Welt-Mädchentage jeweils am 11. Oktober.

## Kritik
Im Zusammenhang mit Kritik, nach der Plan-Patenmädchen der Gewalt der Beschneidung weiblicher Genitalien (Genitalverstümmelung) überlassen würden, weist Plan International darauf hin, dass man ebenso wie andere Organisationen in diesen Ländern eine zielorientierte „Politik der Aufklärung“ verfolge. Die Organisation stützt sich dabei auf Thesen, nach denen durch umfangreiche Aufklärung, Enttabuisierung von Themen wie Sexualität und Genitalverstümmelung, sowie eine breite gesellschaftliche Diskussion eine Veränderung des Verhaltens erreicht werden kann.
Kritisiert wird Plan International (neben World Vision, Kindernothilfe und Childfund) hauptsächlich durch die TaskForce für effektive Prävention von Genitalverstümmelung, die dafür 2009, unterstützt unter anderem von der Rapperin und Aktivistin SisterFa, die die Patenmädchen-Kampagne initiierte. Konkret kritisiert wurde, dass Plan International nicht bereit sei, den Verzicht auf Genitalverstümmelungen in seinen Förderkriterien festzuschreiben und von den Empfängergemeinden einzufordern, sowie eine Unversehrtheitskontrolle der Kinder in die jährlichen medizinischen Untersuchungen zu integrieren. Der Welt gegenüber erwiderte Claudia Ulferts von Plan dazu, „wenn es so einfach wäre, mit Druck und Verboten zu arbeiten, würden wir es tun – aber es bewirkt das Gegenteil“.

## Ehrenamtliches Engagement für Plan
Die Kinderhilfsorganisation Plan International Deutschland kann auf die bundesweite Unterstützung von Freiwilligen zählen: Mehr als 1.500 Ehrenamtliche sind in fast 100 lokalen Aktionsgruppen in ihren Heimatstädten im Einsatz, um die Arbeit von Plan International für Kinder und ihre Familien in Afrika, Asien und Lateinamerika zu unterstützen und bekannter zu machen. Das Engagement der Plan-Aktionsgruppen ist sehr vielseitig. In ihren Städten und Gemeinden veranstalten die Ehrenamtlichen Benefizkonzerte und Lesungen, organisieren Spendenläufe, Bazare und Kinderfeste, knüpfen Kontakt zu lokalen Politikern und Medien und kooperieren mit Schulen und Unternehmen. Darüber hinaus informieren sie über die Arbeit von Plan International und gewinnen auf diese Weise neue Paten.